# دالكي (نهر)
دالكي  هو نهر في شمال الراين-وستفاليا، المانيا.